# Аманшин, Берхаир Салимович
Берхаир Салимович Аманшин (Балгажин) (каз. Берқайыр Сәлімұлы Аманшин; 11 ноября 1924 — 17 мая 1986) — советский казахский писатель, поэт, переводчик.

## Биография
Родился 11 ноября 1924 года в ауле Батбаккуль Каратобинского района Западно-Казахстанской области в семье служащего.
Окончил КазПИ (1953). В 1942—1953 годах на партийной работе. В 1959 году стал ответственным секретарём Западно-Казахстанского краевого отделения Союза писателей Казахстана. С 1966 года — заведующий отделом поэзии журнала «Жұлдыз», заместитель начальника Управления по делам искусств Министерства культуры Казахской ССР, заведующий отделом литературы и искусства журнала «Мәдениет және тұрмыс». С 1974 года — литературный консультант Союза писателей Казахстана.
Первая книга «Өлеңдер» («Стихотворения») вышла в 1954 году. Затем поэтические сборники: «Жылқылы ауылда» («На конеферме», 1956), «Бұтақтағы бұлбұлдар» («Соловьи на ветках», 1956), «Жетісу—Жайық» («Семиречье—Урал», 1961), «Ақбота» («Верблюжонок», 1963), «Менің өмірбаяным» («Моя биография», 1964), «Маңғыстауым менің» («Мой Мангистау», 1972), «Ақ жүректер» («Белые сердца», 1975), «Жайық желі» («Ветер Яика», 1987), «Құтты мекен» («Счастливая Земля», 1984); сборник повестей «Жан мұңы» («Печаль души», 1968), «Көкжар» («Кокжар», 1973), «Гүл көтерген» («С цветами»); роман «Махамбеттің тағдыры» («Судьба Махамбета», 1987). Аманшин собрал и издал произведения Махамбета Утемисова и Ыгылмана Шорекова. Перевёл на казахский язык «Слово о полку Игореве», ряд произведений А. С. Пушкина, Л. Н. Толстого, С. Юлаева и других.
Скончался 17 мая 1985 года в Алма-Ате.

## Сочинения
- Сказание о походе Игоря / Пер., предисл. и комм. Б. Аманшина. Алма-Ата, 1951. На казах. яз.;
- [Слово о полку Игореве. Перевод] // Древняя русская литература: Хрестоматия / Сост. А. Л. Жовтис. Алма-Ата, 1956. С. 35—39;
- Слово о полку Игореве / Пер., предисл., комм. Б. Аманшина. Алма-Ата, 1985. На казах. яз.;
- «Слово о полку Игореве» в Казахстане" // Простор. 1985. № 10. С. 162.